# متیو پاریس
متیو پاریس (انگلیسی: Matthew Paris؛ ۱۲۰۰–۱۲۵۹) نقاش، نویسنده، و راهب اهل پادشاهی انگلستان بود که کتاب Chronica Majora اثر اوست.